# Лёгкая атлетика на летних Олимпийских играх 1900 — прыжки в длину с места
Соревнования по прыжкам в длину с места среди мужчин на летних Олимпийских играх 1900 прошли 16 июля. Приняли участие четыре спортсмена из двух стран.

## Призёры
| Золото      | Серебро            | Бронза                |
| Рей Юри США | Ирвинг Бакстер США | Эмиль Торшбёф Франция |

## Соревнование
| Место | Спортсмен            | Результат |
| ----- | -------------------- | --------- |
| 1     | Рей Юри (USA)        | 3,21 м OR |
| 2     | Ирвинг Бакстер (USA) | 3,135 м   |
| 3     | Эмиль Торшбёф (FRA)  | 3,03 м    |
| 4     | Льюис Шелдон (USA)   | 3,02 м    |